# Kościół św. Piotra w Zurychu
Kościół św. Piotra w Zurychu (niem. Sankt Peterskirche) – najstarsza świątynia w Zurychu.
XIII-wieczna dzwonnica posiada jeden z największych zegarów w Europie, którego średnica mierzy 8,7 m. Barokowa nawa we wnętrzu kościoła podparta jest filarami z różowopomarańczowego marmuru, a zdobią ją delikatne stiuki i kryształowe kandelabry z XVIII w.